# Шифер

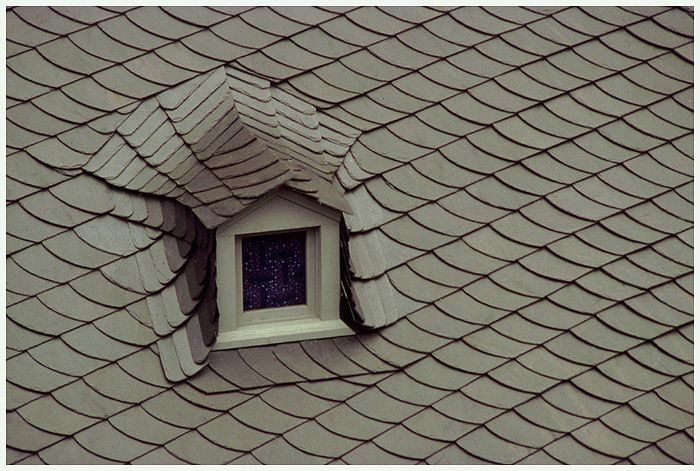
Шиферний дах

Ши́фер (від нім. Schiefer) — будівельний матеріал, пласкі або хвилясті плити невеликих розмірів. Зазвичай, шифером називають цемент, армований волокнистим матеріалом, таким як азбест, целюлоза, базальтове волокно та інші. Зараз шифером іноді називають будь-які будівельні матеріали хвилястого профілю, тому говорять про металевий шифер і т. п.. Шифер використовують для покриття дахів, будівництва стін господарських приміщень тощо.

## Історія

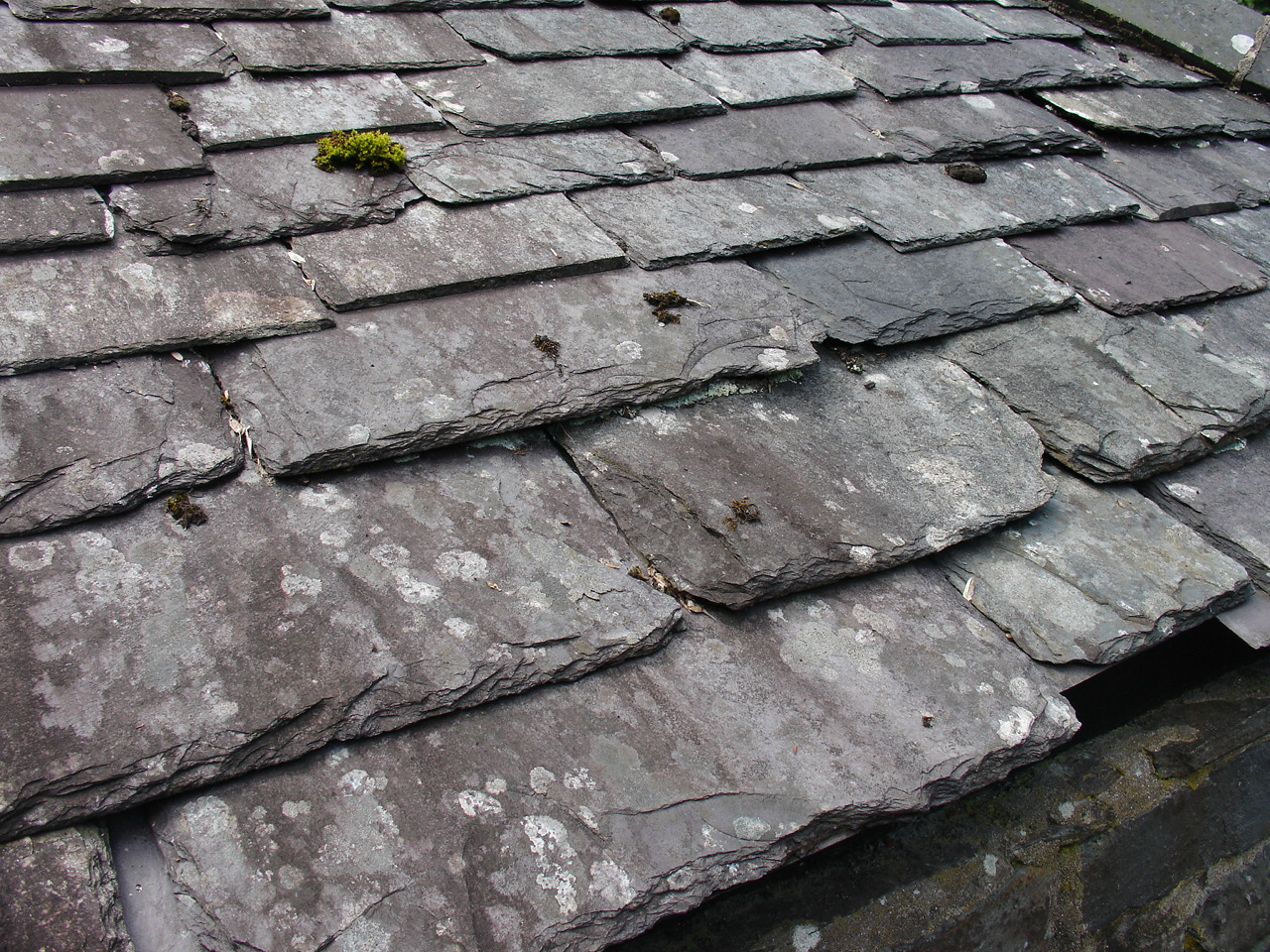
Дах, вкритий глинистим сланцем

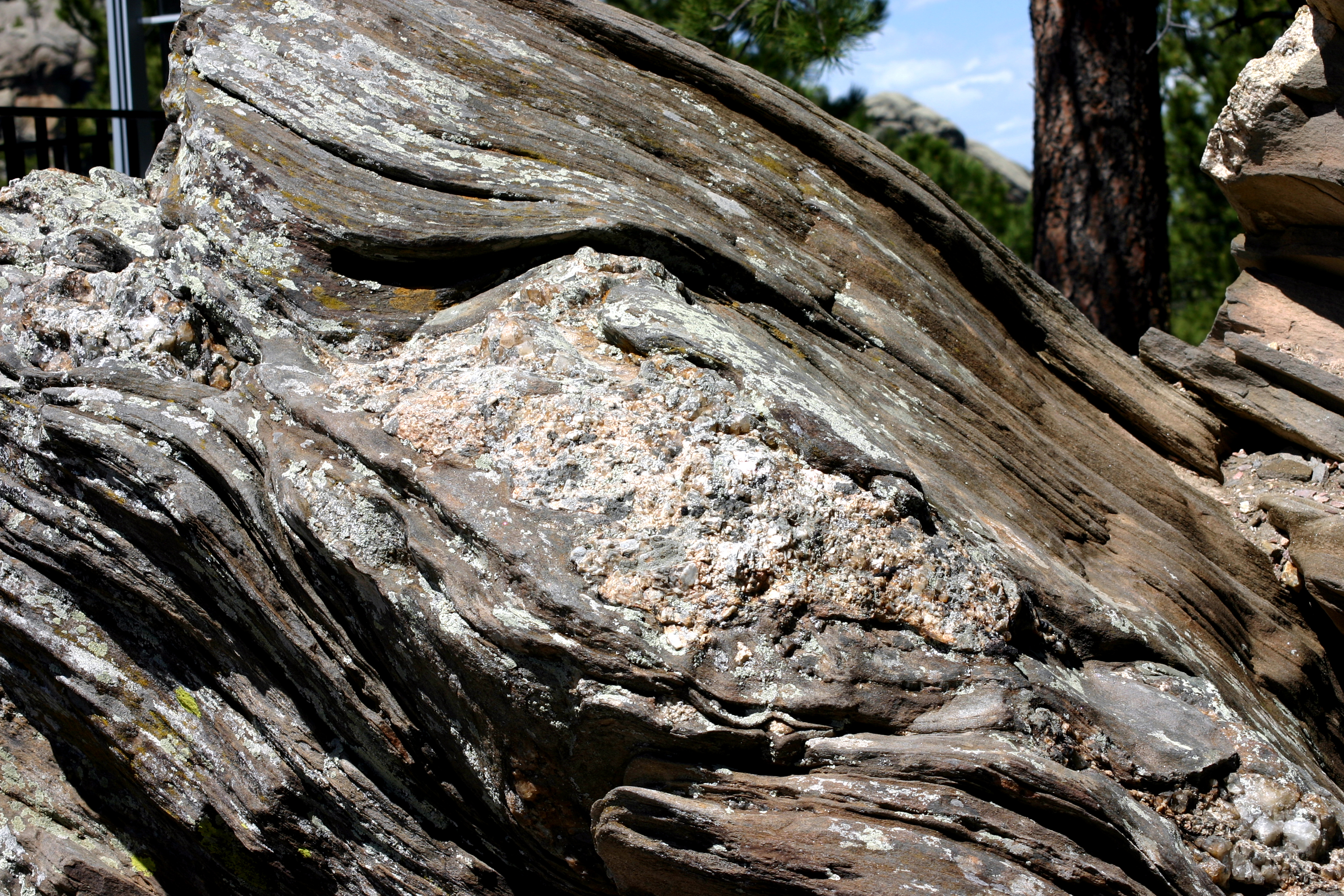
Вивітрювання скельних порід робить тонкошарове розщеплення добре видимим і зручним для розколювання на сланцеві пластини (шифер)

До 20 століття шифером називали глинисті сланці. Це слово є німецькою назвою цього мінералу. Завдяки своїй шаруватій структурі, сланці легко розділялися на окремі плитки, які було зручно використовувати для будівельних робіт. У США дахи, замощені сланцями відомі принаймні з 1730-х років, а справжній бум використання цього матеріалу припав на кінець 19 і початок 20 століття.
У 1900 році австрійський винахідник Людвіг Гатчек винайшов матеріал, якому він дав назву «етерніт», від латинського «вічний», що зараз відомий під назвою азбестоцемент. Вже за кілька років Гатчек отримав держзамовлення на покриття дахів для кількох залізничних вокзалів. Перший завод з виробництва етерніту був побудований в місті Фьоклабрукк (Австрія). Технологія дозволяла легко формувати з етерніту продукцію різноманітної форми. У 1907 році Гатчек почав виробництво у США, де новий матеріал швидко завоював популярність.
Протягом наступних десятиліть технологія розповсюдилася по всьому світу і під різними торговими марками, такими як «Fibro» і «Super six». В 1930-х стали активно використовуватися великі пласкі та хвилясті листи (ці форми популярна і зараз). Хвилі на поверхні шиферу збільшують його жорсткість (подібним до гофрокартону чином) і покращують контакт листів між собою.
Водночас почали з'являтися дані про канцерогенність азбесту, що призвело до зменшення його використання в усіх галузях, зокрема й у виробництві шиферу, тому з 1980-х замість азбесту у ньому зараз використовуються інші волокнисті матеріали, такі як целюлоза. Втім, у СРСР (а пізніше в Росії та Україні) азбест не вважався достатньо шкідливим для того, щоб припинити його виробництво і використання, тому протягом усього 20 століття виробництво шиферу з азбесту в СРСР та країнах, що утворилися після його розпаду, не припинялося. Так, у 2003 році, на Росію припадало 20% світового споживання азбесту, на Україну і Казахстан — по 8%.

## Види шиферу

### Азбестоцементний шифер

#### Виготовлення
Для виготовлення азбестоцементу використовується спеціальна марка портландцементу, азбест і вода. Природний азбест перед використанням додатково розпушують сухим, напівсухим і мокрим способами. Після змішування, вода з суспензії видаляється механічним віджиманням, вакуумним зневодженням та іншими способами, після чого вироби піддаються гідротермальній обробці при температурі 50—70°C. Кінцевий виріб складається з азбесту на 13—17%. Іноді у суміш додають кварцевий пісок.

#### Властивості
Густина виробів з азбестоцементу становить від 1400 до 2100 кг/м3, межа міцності на стиск — 40-60 МПа, на розтяг — 8-15 МПа. Такий шифер має витримувати від 25 до 50 циклів замороження-відтаювання.
Головні мінуси шиферу цього типу — висока крихкість, здатність до короблення, а також канцерогенність.

#### Вплив на здоров'я
Азбест, що міститься у шифері, при потраплянні до легень при диханні може спричиняти рак, через що будь-які вироби з азбесту заборонені або його використання сильно обмежене у більшості розвинених країн. Цілі вироби з шиферу є відносно безпечними, проте через зношення, з часом азбест починає вивільнятись. Дослідження показують, що більший ризик становлять хвилясті шиферні панелі. Фарбування шиферних поверхонь зменшує виділення азбесту.

### Бітумний шифер
Бітумний шифер (також відомий під назвами ондулін або єврошифер) — винайдений у 1944 році матеріал на основі целюлози або скловолокна. В процесі виготовлення на основу наноситься бітумне просочення, барвистий або полімерний шар. Форма профілю даних покрівельних покриттів та методи укладання мало відрізняються від класичного азбестового матеріалу, але в порівнянні з ним бітумні листи набагато легші й міцніші. При дотриманні правил монтажу бітумно-волокнисті листи витримують сильні вітрові (55 м/с) і снігові (960 кг/кв. м) навантаження. Крім цього, таке покриття має хорошу звукоізоляцію.
Головний мінус бітумного шиферу — висока пожежонебезпечність. Його температура займання становить усього 250—300°C, що знижує сферу його використання.

### Пластиковий шифер
Для світлопрозорих покрівель використовуються пластикові хвилясті плити, що іноді називають «пластиковим шифером». Цей матеріал має дуже малу вагу, хорошу водостійкість, низьку теплопровідність і легкість в обробці й транспортуванні (може бути достатньо гнучким, щоб згортати його в рулони). Його недоліки — висока пожежонебезпечність і дуже малий термін використання — до 15 років. Іноді пластиковий шифер може, подібно до звичайного шиферу, армуватися скловолокном, що підвищує його міцність і час використання.

## Позначення
Для хвилястого шиферу існує спеціальна система позначень, за якою можна визначити його форму. Такий шифер позначається двома числами, перше з яких вказує на висоту, а друге — на крок хвилі у міліметрах. Найпопулярнішими формфакторами є 40/150 і 54/200.